# Calhoun (Georgia)
Calhoun è una città degli Stati Uniti d'America, situata nello Stato della Georgia e in particolare nella contea di Gordon, della quale è il capoluogo. La città fa parte dell'area metropolitana di Atlanta.